# Danh sách cầu thủ tham dự giải vô địch bóng đá U-20 thế giới 2007
Các câu lạc bộ của cầu thủ là câu lạc bộ mà cầu thủ đang thi đấu tại thời điểm giải đấu diễn ra như thông báo tại FIFA.com Lưu trữ ngày 6 tháng 9 năm 2018 tại Wayback Machine.
Cầu thủ được đánh dấu in in đậm từng thi đấu ở đội tuyển quốc gia.

## Bảng A

### Áo
Huấn luyện viên:  Paul Gludovatz
| Số | Vt | Cầu thủ               | Ngày sinh (tuổi)           | Số trận | Câu lạc bộ            |
| -- | -- | --------------------- | -------------------------- | ------- | --------------------- |
| 1  | TM | Bartoloměj Kuru       | 6 tháng 4, 1987 (20 tuổi)  |         | Áo Wien               |
| 2  | HV | Thomas Panny          | 3 tháng 2, 1987 (20 tuổi)  |         | Admira Wacker Mödling |
| 3  | HV | Daniel Gramann        | 6 tháng 1, 1987 (20 tuổi)  |         | TSV Hartberg          |
| 4  | TV | Sebastian Prödl       | 21 tháng 6, 1987 (20 tuổi) |         | Sturm Graz            |
| 5  | HV | Markus Suttner        | 16 tháng 4, 1987 (20 tuổi) |         | Áo Wien               |
| 6  | TV | Michael Stanislaw     | 5 tháng 6, 1987 (20 tuổi)  |         | SC Schwanenstadt      |
| 7  | TĐ | Martin Harnik         | 10 tháng 6, 1987 (20 tuổi) |         | Werder Bremen         |
| 8  | TV | Veli Kavlak           | 3 tháng 11, 1988 (18 tuổi) |         | Rapid Wien            |
| 9  | TĐ | Erwin Hoffer          | 14 tháng 4, 1987 (20 tuổi) |         | Rapid Wien            |
| 10 | TV | Zlatko Junuzović      | 26 tháng 9, 1987 (19 tuổi) |         | Áo Kärnten            |
| 11 | TV | Peter Hackmair        | 26 tháng 6, 1987 (20 tuổi) |         | SV Ried               |
| 12 | TM | Andreas Lukse         | 8 tháng 11, 1987 (19 tuổi) |         | Rapid Wien            |
| 13 | HV | Thomas Pirker         | 17 tháng 1, 1987 (20 tuổi) |         | Áo Kärnten            |
| 14 | TV | Bernhard Morgenthaler | 21 tháng 6, 1987 (20 tuổi) |         | Admira Wacker Mödling |
| 15 | HV | Michael Madl          | 21 tháng 3, 1988 (19 tuổi) |         | Áo Wien               |
| 16 | TĐ | Ingo Enzenberger      | 27 tháng 8, 1987 (19 tuổi) |         | Red Bull Salzburg     |
| 17 | TV | Tomaš Šimkovič        | 16 tháng 4, 1987 (20 tuổi) |         | Áo Wien               |
| 18 | TV | Thomas Hinum          | 24 tháng 7, 1987 (19 tuổi) |         | SC Schwanenstadt      |
| 19 | TĐ | Rubin Okotie          | 6 tháng 6, 1987 (20 tuổi)  |         | Áo Wien               |
| 20 | TV | Siegfried Rasswalder  | 13 tháng 5, 1987 (20 tuổi) |         | DSV Leoben            |
| 21 | TM | Michael Zaglmair      | 7 tháng 12, 1987 (19 tuổi) |         | LASK Linz             |

### Canada
Huấn luyện viên:  Dale Mitchell
| Số | Vt | Cầu thủ                     | Ngày sinh (tuổi)            | Số trận | Câu lạc bộ                        |
| -- | -- | --------------------------- | --------------------------- | ------- | --------------------------------- |
| 1  | TM | Asmir Begović               | 20 tháng 6, 1987 (20 tuổi)  |         | Portsmouth                        |
| 2  | HV | Nana Attakora-Gyan          | 27 tháng 3, 1989 (18 tuổi)  |         | Toronto FC                        |
| 3  | HV | Kent O'Connor               | 5 tháng 3, 1987 (20 tuổi)   |         | 1860 Munich                       |
| 4  | HV | David Edgar                 | 19 tháng 5, 1987 (20 tuổi)  |         | Newcastle United                  |
| 5  | HV | Marcus Haber                | 11 tháng 1, 1989 (18 tuổi)  |         | Groningen                         |
| 6  | TV | Jonathan Beaulieu-Bourgault | 27 tháng 9, 1988 (18 tuổi)  |         | FC St. Pauli                      |
| 7  | TV | Jaime Peters                | 4 tháng 5, 1987 (20 tuổi)   | 14      | Ipswich Town                      |
| 8  | TV | Keegan Ayre                 | 4 tháng 7, 1988 (18 tuổi)   |         | Hibernian                         |
| 9  | TĐ | Andrea Lombardo             | 23 tháng 5, 1987 (20 tuổi)  |         | Toronto FC                        |
| 10 | TV | Will Johnson                | 21 tháng 1, 1987 (20 tuổi)  | 3       | Heerenveen                        |
| 11 | TV | Simeon Jackson              | 28 tháng 3, 1987 (20 tuổi)  |         | Rushden & Diamonds                |
| 12 | HV | Olivier Lacoste-Lebuis      | 28 tháng 8, 1990 (16 tuổi)  |         | Strasbourg                        |
| 13 | HV | Stephen Lumley              | 16 tháng 4, 1987 (20 tuổi)  |         | Toronto FC                        |
| 14 | TĐ | Tosaint Ricketts            | 6 tháng 8, 1987 (19 tuổi)   |         | University of Wisconsin–Green Bay |
| 15 | TV | Cristian Nuñez              | 7 tháng 7, 1988 (18 tuổi)   |         | Toronto FC                        |
| 16 | TĐ | Alex Elliott                | 24 tháng 4, 1987 (20 tuổi)  |         | University of Portland            |
| 17 | HV | Gabe Gala                   | 29 tháng 6, 1989 (18 tuổi)  |         | Toronto FC                        |
| 18 | HV | Kennedy Owusu-Ansah         | 20 tháng 7, 1989 (17 tuổi)  |         | Hertha BSC                        |
| 19 | TV | Michael D'Agostino          | 7 tháng 1, 1987 (20 tuổi)   |         | University of Kentucky            |
| 20 | TM | David Monsalve              | 21 tháng 12, 1988 (18 tuổi) |         | unattached                        |
| 21 | TM | Zach Kalthoff               | 20 tháng 11, 1988 (18 tuổi) |         | unattached                        |

### Chile
Huấn luyện viên:  José Sulantay
| Số | Vt | Cầu thủ              | Ngày sinh (tuổi)            | Số trận | Câu lạc bộ            |
| -- | -- | -------------------- | --------------------------- | ------- | --------------------- |
| 1  | TM | Cristopher Toselli   | 15 tháng 6, 1988 (19 tuổi)  |         | Universidad Católica  |
| 2  | HV | Cristián Suárez      | 6 tháng 2, 1987 (20 tuổi)   |         | San Felipe            |
| 3  | HV | Mauricio Isla        | 12 tháng 8, 1988 (18 tuổi)  |         | Universidad Católica  |
| 4  | HV | Eric Godoy           | 26 tháng 3, 1987 (20 tuổi)  |         | Santiago Wanderers    |
| 5  | HV | Nicolás Larrondo     | 4 tháng 10, 1987 (19 tuổi)  |         | Universidad de Chile  |
| 6  | TV | Gary Medel           | 3 tháng 8, 1987 (19 tuổi)   |         | Universidad Católica  |
| 7  | TĐ | Alexis Sánchez       | 19 tháng 12, 1988 (18 tuổi) | 7       | Colo-Colo             |
| 8  | TV | Dagoberto Currimilla | 26 tháng 12, 1987 (19 tuổi) |         | Huachipato            |
| 9  | TĐ | Nicolás Medina       | 28 tháng 3, 1987 (20 tuổi)  |         | Universidad de Chile  |
| 10 | TV | Juan Pablo Arenas    | 22 tháng 4, 1987 (20 tuổi)  |         | Colo-Colo             |
| 11 | TĐ | Jaime Grondona       | 15 tháng 4, 1987 (20 tuổi)  |         | Santiago Wanderers    |
| 12 | TM | Nery Veloso          | 2 tháng 3, 1987 (20 tuổi)   |         | Huachipato            |
| 13 | HV | Christian Sepúlveda  | 23 tháng 5, 1987 (20 tuổi)  |         | Unión Española        |
| 14 | TV | Arturo Vidal         | 22 tháng 5, 1987 (20 tuổi)  | 4       | Colo-Colo             |
| 15 | TV | Carlos Carmona       | 21 tháng 2, 1987 (20 tuổi)  |         | Coquimbo Unido        |
| 16 | TV | Gerardo Cortés       | 17 tháng 5, 1988 (19 tuổi)  |         | Deportes Concepción   |
| 17 | HV | Hans Martínez        | 4 tháng 1, 1987 (20 tuổi)   |         | Universidad Católica  |
| 18 | TĐ | Mathías Vidangossy   | 25 tháng 5, 1987 (20 tuổi)  | 3       | Villarreal            |
| 19 | TĐ | Michael Silva        | 12 tháng 3, 1988 (19 tuổi)  |         | Atlante               |
| 20 | TV | Isaías Peralta       | 21 tháng 8, 1987 (19 tuổi)  |         | Unión Española        |
| 21 | TM | Ronald Valladares    | 7 tháng 10, 1987 (19 tuổi)  |         | Arturo Fernández Vial |

### Cộng hòa Congo
Huấn luyện viên:  Eddie Hudanski
| Số | Vt | Cầu thủ             | Ngày sinh (tuổi)            | Số trận | Câu lạc bộ       |
| -- | -- | ------------------- | --------------------------- | ------- | ---------------- |
| 1  | TM | Destin Onka Malonga | 16 tháng 3, 1988 (19 tuổi)  |         | ACNFF            |
| 2  | HV | Yann Kombo          | 12 tháng 3, 1989 (18 tuổi)  |         | ACNFF            |
| 3  | HV | Yan Ahoungou        | 5 tháng 9, 1988 (18 tuổi)   |         | ACNFF            |
| 4  | HV | Jules Ondjola       | 25 tháng 8, 1988 (18 tuổi)  |         | Auxerre          |
| 5  | TĐ | Gracia Ikouma       | 24 tháng 12, 1989 (17 tuổi) |         | ACNFF            |
| 6  | HV | Oxence M'Bani       | 5 tháng 5, 1987 (20 tuổi)   |         | Auxerre          |
| 7  | TV | Presten Lakolo      | 13 tháng 4, 1989 (18 tuổi)  |         | ACNFF            |
| 8  | TV | Delvin N'Dinga      | 14 tháng 3, 1988 (19 tuổi)  |         | Auxerre          |
| 9  | TĐ | Ermejea Ngakosso    | 30 tháng 10, 1990 (16 tuổi) |         | ACNFF            |
| 10 | TV | Cecil Filanckembo   | 15 tháng 4, 1988 (19 tuổi)  |         | Auxerre          |
| 11 | TĐ | Franchel Ibara      | 27 tháng 7, 1989 (17 tuổi)  |         | Etoile du Congo  |
| 12 | TĐ | Fabrice Ondama      | 27 tháng 2, 1988 (19 tuổi)  |         | La Mancha        |
| 13 | TĐ | Harris Tchilimbou   | 11 tháng 11, 1988 (18 tuổi) |         | ACNFF            |
| 14 | HV | Jacques Loparimi    | 11 tháng 7, 1988 (18 tuổi)  |         | ACNFF            |
| 15 | HV | Mimille Okiélé      | 17 tháng 4, 1988 (19 tuổi)  |         | CARA Brazzaville |
| 16 | TM | Rufin Diampamba     | 10 tháng 10, 1988 (18 tuổi) |         | ACNFF            |
| 17 | HV | Murheyn Mereck      | 1 tháng 9, 1988 (18 tuổi)   |         | ACNFF            |
| 18 | TV | Saide Nkounga       | 20 tháng 9, 1990 (16 tuổi)  |         | ACNFF            |
| 19 | TV | Bovid Itoua         | 17 tháng 2, 1988 (19 tuổi)  |         | ACNFF            |
| 20 | TĐ | Ulrich Kapolongo    | 31 tháng 7, 1989 (17 tuổi)  |         | ACNFF            |
| 21 | TM | Gildas Toufliana    | 6 tháng 2, 1988 (19 tuổi)   |         | ACNFF            |

## Bảng B

### Jordan
Huấn luyện viên:  Jan Poulsen
| Số | Vt | Cầu thủ                | Ngày sinh (tuổi)            | Số trận | Câu lạc bộ   |
| -- | -- | ---------------------- | --------------------------- | ------- | ------------ |
| 1  | TM | Hamad Al-Asmar         | 13 tháng 1, 1987 (20 tuổi)  |         | Al-Jazeera   |
| 2  | HV | Tariq Al-Jummah        | 17 tháng 4, 1987 (20 tuổi)  |         | Al-Arabi     |
| 3  | HV | Ibrahim Al-Zawahreh    | 17 tháng 1, 1989 (18 tuổi)  |         | Al-Faisaly   |
| 4  | TV | Mohammad Qatawneh      | 1 tháng 2, 1987 (20 tuổi)   |         | Al-Faisaly   |
| 5  | TV | Khaled Al-Katatsheh    | 9 tháng 3, 1988 (19 tuổi)   |         | Al-Faisaly   |
| 6  | HV | Anas Bani Yaseen       | 29 tháng 11, 1988 (18 tuổi) |         | Al-Arabi     |
| 7  | TV | Baha' Abdel-Rahman     | 5 tháng 1, 1987 (20 tuổi)   |         | Al-Faisaly   |
| 8  | TĐ | Abdallah Deeb          | 10 tháng 3, 1987 (20 tuổi)  |         | Al-Wahdat    |
| 9  | TĐ | Mohammad Omar Shishani | 24 tháng 4, 1989 (18 tuổi)  |         | Al-Ahli      |
| 10 | TĐ | Ahmed Nofal            | 2 tháng 5, 1987 (20 tuổi)   |         | Al-Ahli      |
| 11 | TV | Anas Hijah             | 23 tháng 6, 1987 (20 tuổi)  |         | Al-Faisaly   |
| 12 | TM | Mohammad Abu-Khousa    | 3 tháng 12, 1987 (19 tuổi)  |         | Al-Baqa'a SC |
| 13 | HV | Mohammad Al-Basha      | 5 tháng 2, 1988 (19 tuổi)   |         | Al-Jazeera   |
| 14 | TV | Ra'ed Al-Nawateer      | 5 tháng 5, 1988 (19 tuổi)   |         | Al-Jazeera   |
| 15 | TV | Adnan Adous            | 26 tháng 9, 1987 (19 tuổi)  |         | Al-Baqa'a SC |
| 16 | HV | Mohammad Al-Dmeiri     | 30 tháng 8, 1987 (19 tuổi)  |         | Al-Wahdat    |
| 17 | TĐ | Mohammad Al-Alawneh    | 18 tháng 6, 1988 (19 tuổi)  |         | Al-Hussein   |
| 18 | TĐ | Abdullah Al-Disi       | 18 tháng 7, 1987 (19 tuổi)  |         | Al-Wahdat    |
| 19 | TĐ | Lo'ay Omran            | 22 tháng 7, 1988 (18 tuổi)  |         | Al-Jazeera   |
| 20 | TV | Alaa' Al-Shaqran       | 21 tháng 4, 1987 (20 tuổi)  |         | Al Ramtha    |
| 21 | TM | Salah Massad           | 9 tháng 8, 1989 (17 tuổi)   |         | Al-Yarmouk   |

### Tây Ban Nha
Huấn luyện viên:  Ginés Meléndez
| Số | Vt | Cầu thủ           | Ngày sinh (tuổi)           | Số trận | Câu lạc bộ          |
| -- | -- | ----------------- | -------------------------- | ------- | ------------------- |
| 1  | TM | Antonio Adán (c)  | 13 tháng 5, 1987 (20 tuổi) | 1       | Real Madrid         |
| 2  | HV | Antonio Barragán  | 12 tháng 6, 1987 (20 tuổi) | 1       | Deportivo La Coruña |
| 3  | HV | José Ángel Crespo | 9 tháng 2, 1987 (20 tuổi)  | 1       | Sevilla             |
| 4  | HV | Marc Valiente     | 29 tháng 3, 1987 (20 tuổi) | 0       | Barcelona           |
| 5  | HV | Gerard Piqué      | 2 tháng 2, 1987 (20 tuổi)  | 0       | Manchester United   |
| 6  | TV | Mario Suárez      | 24 tháng 2, 1987 (20 tuổi) | 1       | Real Valladolid     |
| 7  | TV | Toni Calvo        | 28 tháng 3, 1987 (20 tuổi) | 0       | Barcelona           |
| 8  | TV | Javi García       | 8 tháng 2, 1987 (20 tuổi)  | 0       | Real Madrid         |
| 9  | TĐ | Alberto Bueno     | 20 tháng 3, 1988 (19 tuổi) | 1       | Real Madrid         |
| 10 | TV | Esteban Granero   | 2 tháng 7, 1987 (19 tuổi)  | 1       | Real Madrid         |
| 11 | TV | Diego Capel       | 16 tháng 2, 1988 (19 tuổi) | 1       | Sevilla             |
| 12 | HV | Roberto Canella   | 7 tháng 2, 1988 (19 tuổi)  | 1       | Sporting Gijón      |
| 13 | TM | Ángel Bernabé     | 11 tháng 8, 1987 (19 tuổi) | 0       | Atlético Madrid     |
| 14 | TV | Adrián González   | 25 tháng 5, 1988 (19 tuổi) | 0       | Real Madrid         |
| 15 | TV | Iriome            | 22 tháng 6, 1987 (20 tuổi) | 0       | Tenerife            |
| 16 | TĐ | Juan Mata         | 28 tháng 4, 1988 (19 tuổi) | 1       | Real Madrid         |
| 17 | TV | Gorka Elustondo   | 18 tháng 3, 1987 (20 tuổi) | 1       | Real Sociedad       |
| 18 | TĐ | Adrián López      | 8 tháng 1, 1988 (19 tuổi)  | 0       | Deportivo La Coruña |
| 19 | TV | Marquitos         | 21 tháng 3, 1987 (20 tuổi) | 1       | Villarreal          |
| 20 | TV | Stephen Sunday    | 17 tháng 9, 1988 (18 tuổi) | 0       | Polideportivo Ejido |
| 21 | TM | Javi Martínez     | 27 tháng 6, 1987 (20 tuổi) | 0       | Albacete            |

### Uruguay
Huấn luyện viên:  Gustavo Ferrín
| Số | Vt | Cầu thủ               | Ngày sinh (tuổi)            | Số trận | Câu lạc bộ             |
| -- | -- | --------------------- | --------------------------- | ------- | ---------------------- |
| 1  | TM | Mauro Goicoechea      | 27 tháng 3, 1988 (19 tuổi)  |         | Danubio                |
| 2  | HV | Mauricio Prieto       | 26 tháng 9, 1987 (19 tuổi)  |         | River Plate (Uruguay)  |
| 3  | HV | Martín Cáceres        | 7 tháng 4, 1987 (20 tuổi)   |         | Defensor Sporting      |
| 4  | TV | Alejandro González    | 23 tháng 3, 1988 (19 tuổi)  |         | Peñarol                |
| 5  | TV | Marcel Román          | 7 tháng 2, 1988 (19 tuổi)   |         | Danubio                |
| 6  | HV | Gary Kagelmacher      | 21 tháng 4, 1988 (19 tuổi)  |         | Danubio                |
| 7  | TĐ | Mathías Cardaccio     | 2 tháng 10, 1987 (19 tuổi)  |         | Nacional               |
| 8  | TV | Damián Suárez         | 27 tháng 4, 1988 (19 tuổi)  |         | Defensor Sporting      |
| 9  | TĐ | Edinson Cavani        | 14 tháng 2, 1987 (20 tuổi)  | 2       | Palermo                |
| 10 | TĐ | Gerardo Vonder Pütten | 28 tháng 2, 1988 (19 tuổi)  |         | Danubio                |
| 11 | TV | Elías Figueroa        | 26 tháng 1, 1988 (19 tuổi)  |         | Liverpool (Montevideo) |
| 12 | TM | Yonatan Irrazabal     | 12 tháng 2, 1988 (19 tuổi)  |         | Defensor Sporting      |
| 13 | HV | Juan Manuel Díaz      | 28 tháng 10, 1987 (19 tuổi) |         | Liverpool (Montevideo) |
| 14 | TĐ | Diego Arismendi       | 25 tháng 1, 1988 (19 tuổi)  |         | Nacional               |
| 15 | TV | Enzo Ruiz             | 31 tháng 8, 1988 (18 tuổi)  |         | Peñarol                |
| 16 | HV | Bruno Montelongo      | 12 tháng 9, 1988 (18 tuổi)  |         | River Plate (Uruguay)  |
| 17 | TV | Juan Surraco          | 14 tháng 8, 1987 (19 tuổi)  |         | Udinese                |
| 18 | TĐ | Luis Suárez           | 24 tháng 1, 1987 (20 tuổi)  | 1       | Groningen              |
| 19 | TV | Tabaré Viudez         | 8 tháng 9, 1989 (17 tuổi)   |         | Defensor Sporting      |
| 20 | TV | Emiliano Alfaro       | 28 tháng 4, 1988 (19 tuổi)  |         | Liverpool (Montevideo) |
| 21 | TM | Yai Fontes            | 22 tháng 4, 1988 (19 tuổi)  |         | Montevideo Wanderers   |

### Zambia
Huấn luyện viên:  George Lwandamina
| Số | Vt | Cầu thủ          | Ngày sinh (tuổi)            | Số trận | Câu lạc bộ          |
| -- | -- | ---------------- | --------------------------- | ------- | ------------------- |
| 1  | TM | Jacob Banda      | 11 tháng 2, 1988 (19 tuổi)  |         | ZESCO United        |
| 2  | TV | Peter Malama     | 11 tháng 4, 1988 (19 tuổi)  |         | Nchanga Rangers     |
| 3  | HV | Joseph Zimba     | 1 tháng 8, 1988 (18 tuổi)   |         | Red Arrows          |
| 4  | HV | Dennis Banda     | 10 tháng 12, 1988 (18 tuổi) |         | Green Buffaloes     |
| 5  | HV | Henry Nyambe     | 27 tháng 8, 1987 (19 tuổi)  |         | Forest Rangers      |
| 6  | HV | Richard Chibwe   | 6 tháng 4, 1990 (17 tuổi)   |         | National Assembly   |
| 7  | TV | Richard Phiri    | 28 tháng 10, 1987 (19 tuổi) |         | Red Arrows          |
| 8  | TV | William Njovu    | 4 tháng 3, 1987 (20 tuổi)   |         | Lusaka Dynamos      |
| 9  | TĐ | Simon Lupiya     | 2 tháng 2, 1988 (19 tuổi)   |         | Red Arrows          |
| 10 | TV | Clifford Mulenga | 5 tháng 8, 1987 (19 tuổi)   |         | Pretoria University |
| 11 | TV | Fwayo Tembo      | 17 tháng 2, 1989 (18 tuổi)  |         | Edusport            |
| 12 | TV | Sebastian Mwansa | 21 tháng 9, 1988 (18 tuổi)  |         | Green Buffaloes     |
| 13 | TV | Musatwe Simutowe | 6 tháng 3, 1987 (20 tuổi)   |         | Zamtel              |
| 14 | HV | Goodson Kachinga | 4 tháng 4, 1988 (19 tuổi)   |         | Red Arrows          |
| 15 | TV | Justine Zulu     | 11 tháng 8, 1989 (17 tuổi)  |         | National Assembly   |
| 16 | TM | Danny Munyao     | 11 tháng 12, 1987 (19 tuổi) |         | Red Arrows          |
| 17 | TĐ | Floyd Phiri      | 10 tháng 12, 1989 (17 tuổi) |         | Nchanga Rangers     |
| 18 | TĐ | Rodgers Kola     | 4 tháng 6, 1989 (18 tuổi)   |         | Edusport            |
| 19 | TĐ | Emmanuel Mayuka  | 21 tháng 11, 1990 (16 tuổi) |         | Kabwe Warriors      |
| 20 | TV | Stoppila Sunzu   | 22 tháng 6, 1989 (18 tuổi)  |         | Konkola Blades      |
| 21 | TM | Bob Gift Banda   | 9 tháng 10, 1987 (19 tuổi)  |         | Kabwe Warriors      |

## Bảng C

### Gambia
Huấn luyện viên:  Peter Johnson
| Số | Vt | Cầu thủ            | Ngày sinh (tuổi)            | Số trận | Câu lạc bộ             |
| -- | -- | ------------------ | --------------------------- | ------- | ---------------------- |
| 1  | TM | Joseph Gómez       | 25 tháng 12, 1987 (19 tuổi) |         | Wallidan               |
| 2  | HV | Pierre Gómez       | 3 tháng 5, 1989 (18 tuổi)   |         | Banjul Hawks           |
| 3  | HV | Furmus Mendy       | 11 tháng 7, 1987 (19 tuổi)  |         | Gambia Ports Authority |
| 4  | HV | Alagie Ngum        | 18 tháng 10, 1988 (18 tuổi) |         | Gamtel                 |
| 5  | HV | Ken Jammeh         | 18 tháng 11, 1987 (19 tuổi) |         | Gamtel                 |
| 6  | HV | Mandou Bojang      | 18 tháng 11, 1988 (18 tuổi) |         | Gambia Ports Authority |
| 7  | TĐ | Kebba Bah          | 11 tháng 11, 1988 (18 tuổi) |         | Wallidan               |
| 8  | TV | Paul Jatta         | 21 tháng 2, 1991 (16 tuổi)  |         | Banjul Hawks           |
| 9  | TĐ | Pa Modou Jagne     | 26 tháng 12, 1989 (17 tuổi) |         | Gambia Ports Authority |
| 10 | TV | Pa Landing Conateh | 10 tháng 10, 1987 (19 tuổi) |         | Real Banjul            |
| 11 | TV | Ebrima Sohna       | 14 tháng 12, 1988 (18 tuổi) |         | Sandefjord             |
| 12 | TV | Kenny Mansally     | 27 tháng 1, 1989 (18 tuổi)  |         | Real Banjul            |
| 13 | TĐ | Ousman Jallow      | 21 tháng 10, 1988 (18 tuổi) |         | Raja Casablanca        |
| 14 | TV | Sainey Nyassi      | 31 tháng 1, 1989 (18 tuổi)  |         | Gambia Ports Authority |
| 15 | TV | Tijan Jaiteh       | 31 tháng 12, 1988 (18 tuổi) |         | Brann                  |
| 16 | TM | Christopher Allen  | 19 tháng 12, 1989 (17 tuổi) |         | Gamtel                 |
| 17 | TV | Sanna Nyassi       | 31 tháng 1, 1989 (18 tuổi)  |         | Gambia Ports Authority |
| 18 | HV | Abdou Ceesay       | 13 tháng 12, 1989 (17 tuổi) |         | Bakau United           |
| 19 | HV | Ebrima Jatta       | 18 tháng 2, 1987 (20 tuổi)  |         | Banjul Hawks           |
| 20 | TĐ | Modou Ngum         | 24 tháng 5, 1988 (19 tuổi)  |         | Wallidan               |
| 21 | TM | Suruwa Bojang      | 14 tháng 7, 1989 (17 tuổi)  |         | Steve Biko             |

### México
Huấn luyện viên:  Jesús Ramírez
| Số | Vt | Cầu thủ                  | Ngày sinh (tuổi)            | Số trận | Câu lạc bộ    |
| -- | -- | ------------------------ | --------------------------- | ------- | ------------- |
| 1  | TM | Alfonso Blanco           | 31 tháng 7, 1987 (19 tuổi)  |         | Pachuca       |
| 2  | HV | Patricio Araujo          | 30 tháng 1, 1988 (19 tuổi)  |         | Guadalajara   |
| 3  | HV | Efraín Juárez            | 22 tháng 2, 1988 (19 tuổi)  |         | Barbate       |
| 4  | HV | Arturo Ledesma           | 25 tháng 5, 1988 (19 tuổi)  |         | Guadalajara   |
| 5  | HV | Héctor Moreno            | 17 tháng 1, 1988 (19 tuổi)  |         | UNAM          |
| 6  | HV | Omar Esparza             | 21 tháng 5, 1988 (19 tuổi)  |         | Guadalajara   |
| 7  | TV | Jorge Hernández          | 22 tháng 2, 1988 (19 tuổi)  |         | Atlas         |
| 8  | TV | Pablo Barrera            | 21 tháng 6, 1987 (20 tuổi)  |         | UNAM          |
| 9  | TĐ | Carlos Vela              | 1 tháng 3, 1989 (18 tuổi)   |         | Salamanca     |
| 10 | TĐ | Giovani dos Santos       | 11 tháng 5, 1989 (18 tuổi)  |         | Barcelona     |
| 11 | TĐ | Javier Hernández         | 1 tháng 6, 1988 (19 tuổi)   |         | Guadalajara   |
| 12 | TM | Rodolfo Cota             | 3 tháng 7, 1987 (19 tuổi)   |         | Pachuca       |
| 13 | HV | Julio César Domínguez    | 8 tháng 11, 1987 (19 tuổi)  |         | Cruz Azul     |
| 14 | HV | Osmar Mares              | 17 tháng 6, 1987 (20 tuổi)  |         | Santos Laguna |
| 15 | TV | Juan Carlos Silva        | 6 tháng 2, 1988 (19 tuổi)   |         | América       |
| 16 | HV | Adrián Aldrete           | 14 tháng 6, 1988 (19 tuổi)  |         | Morelia       |
| 17 | TV | José Guerrero            | 18 tháng 11, 1987 (19 tuổi) |         | Atlante       |
| 18 | TV | César Villaluz           | 18 tháng 7, 1988 (18 tuổi)  |         | Cruz Azul     |
| 19 | TV | Christian Bermúdez       | 26 tháng 4, 1987 (20 tuổi)  |         | Atlante       |
| 20 | TV | Alejandro Castro         | 27 tháng 3, 1987 (20 tuổi)  |         | Cruz Azul     |
| 21 | TM | Jesús Alejandro Gallardo | 16 tháng 1, 1988 (19 tuổi)  |         | Atlas         |

### New Zealand
Huấn luyện viên:  Stu Jacobs
| Số | Vt | Cầu thủ            | Ngày sinh (tuổi)            | Số trận | Câu lạc bộ               |
| -- | -- | ------------------ | --------------------------- | ------- | ------------------------ |
| 1  | TM | Jacob Spoonley     | 3 tháng 3, 1987 (20 tuổi)   |         | East Coast Bays          |
| 2  | HV | Sam Peters         | 20 tháng 7, 1989 (17 tuổi)  |         | Team Wellington          |
| 3  | HV | Ian Hogg           | 15 tháng 12, 1989 (17 tuổi) |         | Hawke's Bay United       |
| 4  | TV | Cole Peverley      | 2 tháng 7, 1988 (18 tuổi)   |         | Waikato                  |
| 5  | HV | Jack Pelter        | 30 tháng 7, 1987 (19 tuổi)  |         | Canterbury United        |
| 6  | HV | Phil Edginton      | 8 tháng 2, 1987 (20 tuổi)   |         | Hawke's Bay United       |
| 7  | TĐ | Craig Henderson    | 24 tháng 6, 1987 (20 tuổi)  |         | Dartmouth College        |
| 8  | TĐ | Chris James        | 4 tháng 7, 1987 (19 tuổi)   |         | Fulham                   |
| 9  | TĐ | Greg Draper        | 13 tháng 8, 1989 (17 tuổi)  |         | Canterbury United        |
| 10 | TĐ | Jeremy Brockie     | 7 tháng 10, 1987 (19 tuổi)  |         | Hawke's Bay United       |
| 11 | TV | Sam Jenkins        | 17 tháng 2, 1987 (20 tuổi)  |         | Hawke's Bay United       |
| 12 | TV | Nick Roydhouse     | 5 tháng 10, 1988 (18 tuổi)  |         | YoungHeart Manawatu      |
| 13 | TV | Michael Cunningham | 29 tháng 11, 1987 (19 tuổi) |         | Otago United             |
| 14 | HV | Michael Boxall     | 18 tháng 8, 1988 (18 tuổi)  |         | Auckland City            |
| 15 | TV | Dan Keat           | 28 tháng 9, 1987 (19 tuổi)  |         | Dartmouth College        |
| 16 | TM | Rodney Brown       | 24 tháng 10, 1987 (19 tuổi) |         | Team Wellington          |
| 17 | HV | Tim Schaeffers     | 14 tháng 5, 1987 (20 tuổi)  |         | Waikato                  |
| 18 | TV | Tim Richardson     | 12 tháng 9, 1988 (18 tuổi)  |         | YoungHeart Manawatu      |
| 19 | HV | Kieran Purcell     | 27 tháng 4, 1988 (19 tuổi)  |         | University of Evansville |
| 20 | TM | Rhys Keane         | 9 tháng 3, 1990 (17 tuổi)   |         | Manly United             |
| 21 | TV | Aaron Clapham      | 15 tháng 1, 1987 (20 tuổi)  |         | University of Louisville |

### Bồ Đào Nha
Huấn luyện viên:  José Couceiro
| Số | Vt | Cầu thủ            | Ngày sinh (tuổi)            | Số trận | Câu lạc bộ           |
| -- | -- | ------------------ | --------------------------- | ------- | -------------------- |
| 1  | TM | Igor Araújo        | 4 tháng 2, 1987 (20 tuổi)   |         | Covilhã              |
| 2  | HV | Pedro Correia      | 27 tháng 3, 1987 (20 tuổi)  |         | Benfica              |
| 3  | HV | Steven Vitória     | 11 tháng 1, 1987 (20 tuổi)  |         | Tourizense           |
| 4  | HV | Paulo Renato       | 14 tháng 5, 1987 (20 tuổi)  |         | Real Massamá         |
| 5  | HV | André Marques      | 1 tháng 8, 1987 (19 tuổi)   |         | Olivais e Moscavide  |
| 6  | TV | Nuno Coelho        | 23 tháng 11, 1987 (19 tuổi) |         | Portimonense         |
| 7  | TĐ | Bruno Gama         | 15 tháng 11, 1987 (19 tuổi) |         | Braga                |
| 8  | TV | Pelé               | 14 tháng 9, 1987 (19 tuổi)  |         | Vitória de Guimarães |
| 9  | TĐ | Zequinha           | 7 tháng 1, 1987 (20 tuổi)   |         | Tourizense           |
| 10 | TV | Vítor Gomes        | 25 tháng 12, 1987 (19 tuổi) |         | Rio Ave              |
| 11 | TĐ | Fábio Coentrão     | 11 tháng 3, 1988 (19 tuổi)  |         | Rio Ave              |
| 12 | TM | Rui Patrício       | 15 tháng 2, 1988 (19 tuổi)  |         | Sporting CP          |
| 13 | HV | Vitorino Antunes   | 1 tháng 4, 1987 (20 tuổi)   | 1       | Paços de Ferreira    |
| 14 | HV | João Pedro         | 29 tháng 12, 1987 (19 tuổi) |         | Portimonense         |
| 15 | TV | Zezinando          | 1 tháng 1, 1987 (20 tuổi)   |         | Estoril              |
| 16 | TĐ | Diogo Tavares      | 29 tháng 7, 1987 (19 tuổi)  |         | Monza                |
| 17 | TV | Feliciano Condesso | 6 tháng 4, 1987 (20 tuổi)   |         | Villarreal           |
| 18 | HV | Mano               | 9 tháng 4, 1987 (20 tuổi)   |         | Belenenses           |
| 19 | TĐ | Hélder Guedes      | 7 tháng 5, 1987 (20 tuổi)   |         | Penafiel             |
| 20 | TV | Bruno Pereirinha   | 2 tháng 3, 1988 (19 tuổi)   |         | Sporting CP          |
| 21 | TM | Ricardo Janota     | 10 tháng 3, 1987 (20 tuổi)  |         | Atlético CP          |

## Bảng D

### Brasil
Huấn luyện viên:  Nelson Rodrigues
| Số | Vt | Cầu thủ         | Ngày sinh (tuổi)            | Số trận | Câu lạc bộ          |
| -- | -- | --------------- | --------------------------- | ------- | ------------------- |
| 1  | TM | Cássio          | 6 tháng 6, 1987 (20 tuổi)   |         | Grêmio              |
| 2  | HV | Eduardo Ratinho | 17 tháng 9, 1987 (19 tuổi)  |         | Corinthians         |
| 3  | HV | Luizão          | 3 tháng 1, 1987 (20 tuổi)   |         | Cruzeiro            |
| 4  | HV | David Luiz      | 22 tháng 4, 1987 (20 tuổi)  |         | Vitória             |
| 5  | TV | Roberto         | 24 tháng 4, 1988 (19 tuổi)  |         | Atlético Paranaense |
| 6  | HV | Marcelo         | 12 tháng 5, 1988 (19 tuổi)  | 2       | Real Madrid         |
| 7  | TV | Willian         | 9 tháng 8, 1988 (18 tuổi)   |         | Corinthians         |
| 8  | TV | Marcone         | 12 tháng 7, 1987 (19 tuổi)  |         | Bahia               |
| 9  | TĐ | Jô              | 20 tháng 3, 1987 (20 tuổi)  | 1       | CSKA Moscow         |
| 10 | TV | Renato Augusto  | 1 tháng 2, 1988 (19 tuổi)   |         | Flamengo            |
| 11 | TĐ | Alexandre Pato  | 2 tháng 9, 1989 (17 tuổi)   | 1       | Internacional       |
| 12 | TM | Muriel          | 14 tháng 2, 1987 (20 tuổi)  |         | Internacional       |
| 13 | HV | Amaral          | 5 tháng 9, 1987 (19 tuổi)   |         | Palmeiras           |
| 14 | HV | David Braz      | 21 tháng 5, 1987 (20 tuổi)  |         | Palmeiras           |
| 15 | HV | Edson           | 6 tháng 7, 1987 (19 tuổi)   |         | Figueirense         |
| 16 | HV | Carlão          | 19 tháng 7, 1987 (19 tuổi)  |         | Coritiba            |
| 17 | TV | Ji-Paraná       | 11 tháng 6, 1987 (20 tuổi)  |         | Internacional       |
| 18 | TV | Carlos Eduardo  | 18 tháng 7, 1987 (19 tuổi)  |         | Grêmio              |
| 19 | TĐ | Luiz Adriano    | 12 tháng 4, 1987 (20 tuổi)  |         | Shakhtar Donetsk    |
| 20 | TV | Leandro Lima    | 19 tháng 12, 1987 (19 tuổi) |         | São Caetano         |
| 21 | TM | Felipe          | 10 tháng 1, 1988 (19 tuổi)  |         | Santos              |

### Hàn Quốc
Huấn luyện viên:  Cho Dong-hyun
| Số | Vt | Cầu thủ         | Ngày sinh (tuổi)            | Số trận | Câu lạc bộ              |
| -- | -- | --------------- | --------------------------- | ------- | ----------------------- |
| 1  | TM | Jo Su-huk       | 18 tháng 3, 1987 (20 tuổi)  |         | Konkuk University       |
| 2  | HV | Choi Chul-soon  | 8 tháng 2, 1987 (20 tuổi)   |         | Jeonbuk Hyundai Motors  |
| 3  | HV | Shin Kwang-hoon | 18 tháng 3, 1987 (20 tuổi)  |         | Pohang Steelers         |
| 4  | HV | Ahn Hyun-sik    | 24 tháng 4, 1987 (20 tuổi)  |         | Yonsei University       |
| 5  | TV | Ki Sung-yueng   | 1 tháng 1, 1989 (18 tuổi)   |         | FC Seoul                |
| 6  | TV | Park Hyun-bum   | 7 tháng 5, 1987 (20 tuổi)   |         | Yonsei University       |
| 7  | HV | Park Jong-jin   | 24 tháng 6, 1987 (20 tuổi)  |         | JEF United Chiba        |
| 8  | TV | Kim Dong-suk    | 26 tháng 3, 1987 (20 tuổi)  |         | FC Seoul                |
| 9  | TĐ | Lee Sang-ho     | 9 tháng 5, 1987 (20 tuổi)   |         | Ulsan Hyundai           |
| 10 | TĐ | Shim Young-sung | 15 tháng 1, 1987 (20 tuổi)  |         | Jeju United             |
| 11 | TV | Park Joo-ho     | 16 tháng 1, 1987 (20 tuổi)  |         | Soongsil University     |
| 12 | TM | Lee Jin-hyung   | 6 tháng 7, 1987 (19 tuổi)   |         | Dankook University      |
| 13 | TĐ | Lee Sung-jae    | 16 tháng 9, 1987 (19 tuổi)  |         | Pohang Steelers         |
| 14 | TV | Lee Chung-yong  | 2 tháng 7, 1988 (18 tuổi)   |         | FC Seoul                |
| 15 | TV | Jung Kyung-ho   | 12 tháng 1, 1987 (20 tuổi)  |         | Gyeongnam FC            |
| 16 | TV | Lee Hyun-seung  | 14 tháng 12, 1988 (18 tuổi) |         | Jeonbuk Hyundai Motors  |
| 17 | TV | Song Jin-hyung  | 13 tháng 8, 1987 (19 tuổi)  |         | FC Seoul                |
| 18 | TĐ | Shin Young-rok  | 27 tháng 3, 1987 (20 tuổi)  |         | Suwon Samsung Bluewings |
| 19 | TĐ | Ha Tae-goon     | 12 tháng 11, 1987 (19 tuổi) |         | Suwon Samsung Bluewings |
| 20 | HV | Bae Seung-jin   | 3 tháng 11, 1987 (19 tuổi)  |         | Yokohama FC             |
| 21 | TM | Kim Jin-hyeon   | 6 tháng 7, 1987 (19 tuổi)   |         | Dongguk University      |

### Ba Lan
Huấn luyện viên:  Michał Globisz
| Số | Vt | Cầu thủ             | Ngày sinh (tuổi)            | Số trận | Câu lạc bộ                 |
| -- | -- | ------------------- | --------------------------- | ------- | -------------------------- |
| 1  | TM | Bartosz Białkowski  | 6 tháng 7, 1987 (19 tuổi)   |         | Southampton                |
| 2  | HV | Ben Starosta        | 7 tháng 1, 1987 (20 tuổi)   |         | Sheffield United           |
| 3  | HV | Jarosław Fojut      | 17 tháng 10, 1987 (19 tuổi) |         | Bolton Wanderers           |
| 4  | HV | Krzysztof Król      | 6 tháng 2, 1987 (20 tuổi)   |         | Real Madrid C              |
| 5  | TV | Krzysztof Strugarek | 19 tháng 7, 1987 (19 tuổi)  |         | ŁKS Łomża                  |
| 6  | TV | Adam Danch          | 15 tháng 12, 1987 (19 tuổi) |         | Górnik Zabrze              |
| 7  | HV | Adrian Marek        | 12 tháng 10, 1987 (19 tuổi) |         | Zagłębie Sosnowiec         |
| 8  | TV | Artur Marciniak     | 18 tháng 8, 1987 (19 tuổi)  |         | GKS Bełchatów              |
| 9  | TĐ | Patryk Małecki      | 1 tháng 8, 1988 (18 tuổi)   |         | Wisła Kraków               |
| 10 | TĐ | Łukasz Janoszka     | 18 tháng 3, 1987 (20 tuổi)  |         | Ruch Chorzów               |
| 11 | TĐ | Dawid Janczyk       | 23 tháng 9, 1987 (19 tuổi)  |         | Legia Warszawa             |
| 12 | TM | Przemysław Tytoń    | 4 tháng 1, 1987 (20 tuổi)   |         | Górnik Łęczna              |
| 13 | HV | Damian Rączka       | 5 tháng 8, 1987 (19 tuổi)   |         | Borussia Mönchengladbach   |
| 14 | HV | Jakub Szałek        | 26 tháng 5, 1987 (20 tuổi)  |         | KP Police                  |
| 15 | HV | Maciej Dąbrowski    | 20 tháng 4, 1987 (20 tuổi)  |         | Victoria Koronowo          |
| 16 | TV | Grzegorz Krychowiak | 29 tháng 1, 1990 (17 tuổi)  |         | Bordeaux                   |
| 17 | TV | Jakub Feter         | 3 tháng 5, 1987 (20 tuổi)   |         | LKS Balucz                 |
| 18 | TV | Mariusz Sacha       | 19 tháng 7, 1987 (19 tuổi)  |         | Podbeskidzie Bielsko-Biała |
| 19 | TĐ | Paweł Adamiec       | 30 tháng 6, 1987 (20 tuổi)  |         | Zdrój Ciechocinek          |
| 20 | TV | Tomasz Cywka        | 27 tháng 6, 1988 (19 tuổi)  |         | Wigan Athletic             |
| 21 | TM | Wojciech Szczęsny   | 18 tháng 4, 1990 (17 tuổi)  |         | Arsenal                    |

### Hoa Kỳ
Huấn luyện viên:  Thomas Rongen
| Số | Vt | Cầu thủ           | Ngày sinh (tuổi)            | Số trận | Câu lạc bộ         |
| -- | -- | ----------------- | --------------------------- | ------- | ------------------ |
| 1  | TM | Chris Seitz       | 12 tháng 3, 1987 (20 tuổi)  |         | Real Salt Lake     |
| 2  | HV | Tim Ward          | 28 tháng 2, 1987 (20 tuổi)  |         | Columbus Crew      |
| 3  | TV | Bryan Arguez      | 13 tháng 1, 1989 (18 tuổi)  |         | D.C. United        |
| 4  | HV | Amaechi Igwe      | 20 tháng 5, 1988 (19 tuổi)  |         | New Anh Revolution |
| 5  | HV | Nathan Sturgis    | 6 tháng 7, 1987 (19 tuổi)   |         | LA Galaxy          |
| 6  | TV | Michael Bradley   | 31 tháng 7, 1987 (19 tuổi)  | 8       | Heerenveen         |
| 7  | TV | Danny Szetela     | 7 tháng 6, 1987 (20 tuổi)   |         | Columbus Crew      |
| 8  | TV | Robbie Rogers     | 12 tháng 5, 1987 (20 tuổi)  |         | Columbus Crew      |
| 9  | TĐ | Preston Zimmerman | 11 tháng 11, 1988 (18 tuổi) |         | Hamburger SV       |
| 10 | TV | Dax McCarty       | 30 tháng 4, 1987 (20 tuổi)  |         | FC Dallas          |
| 11 | TV | Freddy Adu        | 2 tháng 6, 1989 (18 tuổi)   | 1       | Real Salt Lake     |
| 12 | TĐ | Jozy Altidore     | 6 tháng 11, 1989 (17 tuổi)  |         | New York Red Bulls |
| 13 | HV | Ofori Sarkodie    | 18 tháng 6, 1988 (19 tuổi)  |         | Indiana University |
| 14 | HV | Anthony Wallace   | 26 tháng 1, 1989 (18 tuổi)  |         | FC Dallas          |
| 15 | TV | Sal Zizzo         | 3 tháng 4, 1987 (20 tuổi)   |         | UCLA               |
| 16 | HV | Julian Valentin   | 23 tháng 2, 1987 (20 tuổi)  |         | Wake Forest        |
| 17 | TĐ | Gabriel Ferrari   | 1 tháng 9, 1988 (18 tuổi)   |         | Sampdoria          |
| 18 | TM | Brian Perk        | 21 tháng 7, 1989 (17 tuổi)  |         | UCLA               |
| 19 | TV | Tony Beltran      | 11 tháng 10, 1987 (19 tuổi) |         | UCLA               |
| 20 | TĐ | Andre Akpan       | 9 tháng 12, 1987 (19 tuổi)  |         | Harvard University |
| 21 | TM | Steve Sandbo      | 23 tháng 2, 1987 (20 tuổi)  |         | Ohio Thunder       |

## Bảng E

### Argentina
Huấn luyện viên:  Hugo Tocalli
| Số | Vt | Cầu thủ             | Ngày sinh (tuổi)            | Số trận | Câu lạc bộ         |
| -- | -- | ------------------- | --------------------------- | ------- | ------------------ |
| 1  | TM | Sergio Romero       | 22 tháng 2, 1987 (20 tuổi)  |         | Racing Club        |
| 2  | HV | Federico Fazio      | 17 tháng 3, 1987 (20 tuổi)  |         | Sevilla            |
| 3  | HV | Emiliano Insúa      | 7 tháng 1, 1989 (18 tuổi)   |         | Liverpool          |
| 4  | HV | Gabriel Mercado     | 18 tháng 3, 1987 (20 tuổi)  |         | Racing Club        |
| 5  | TV | Éver Banega         | 29 tháng 6, 1988 (19 tuổi)  |         | Boca Juniors       |
| 6  | HV | Matías Cahais       | 24 tháng 12, 1987 (19 tuổi) |         | Boca Juniors       |
| 7  | TV | Claudio Yacob       | 18 tháng 7, 1987 (19 tuổi)  |         | Racing Club        |
| 8  | TV | Matías Sánchez      | 18 tháng 8, 1987 (19 tuổi)  |         | Racing Club        |
| 9  | TĐ | Mauro Zárate        | 18 tháng 3, 1987 (20 tuổi)  |         | Vélez Sársfield    |
| 10 | TĐ | Sergio Agüero       | 2 tháng 6, 1988 (19 tuổi)   | 3       | Atlético Madrid    |
| 11 | TV | Damián Escudero     | 20 tháng 4, 1987 (20 tuổi)  |         | Vélez Sársfield    |
| 12 | TM | Javier García       | 29 tháng 1, 1987 (20 tuổi)  |         | Boca Juniors       |
| 13 | HV | Germán Voboril      | 5 tháng 5, 1987 (20 tuổi)   |         | San Lorenzo        |
| 14 | HV | Leonardo Sigali     | 29 tháng 5, 1987 (20 tuổi)  |         | Nueva Chicago      |
| 15 | TV | Ariel Cabral        | 11 tháng 9, 1987 (19 tuổi)  |         | Vélez Sársfield    |
| 16 | TV | Alejandro Gómez     | 15 tháng 2, 1988 (19 tuổi)  |         | Arsenal de Sarandí |
| 17 | TV | Maximiliano Moralez | 27 tháng 2, 1987 (20 tuổi)  |         | Racing Club        |
| 18 | TV | Ángel Di María      | 14 tháng 2, 1988 (19 tuổi)  |         | Rosario Central    |
| 19 | TĐ | Pablo Piatti        | 31 tháng 3, 1989 (18 tuổi)  |         | Estudiantes        |
| 20 | TV | Lautaro Acosta      | 14 tháng 3, 1988 (19 tuổi)  |         | Lanús              |
| 21 | TM | Bruno Centeno       | 8 tháng 8, 1988 (18 tuổi)   |         | San Lorenzo        |

### Cộng hòa Séc
Huấn luyện viên:  Miroslav Soukup
| Số | Vt | Cầu thủ        | Ngày sinh (tuổi)           | Số trận | Câu lạc bộ        |
| -- | -- | -------------- | -------------------------- | ------- | ----------------- |
| 1  | TM | Radek Petr     | 15 tháng 2, 1987 (20 tuổi) |         | Baník Ostrava     |
| 2  | HV | Jakub Dohnálek | 12 tháng 1, 1988 (19 tuổi) |         | Slovan Liberec    |
| 3  | HV | Lukáš Kubáň    | 22 tháng 6, 1987 (20 tuổi) |         | Slovácko          |
| 4  | HV | Ondřej Mazuch  | 15 tháng 3, 1989 (18 tuổi) |         | Brno              |
| 5  | HV | Jan Šimůnek    | 20 tháng 2, 1987 (20 tuổi) |         | Sparta Prague     |
| 6  | HV | Ondřej Kúdela  | 26 tháng 3, 1987 (20 tuổi) |         | Slovácko          |
| 7  | TV | Jiří Valenta   | 14 tháng 1, 1988 (19 tuổi) |         | Jablonec          |
| 8  | TĐ | Michal Held    | 27 tháng 1, 1987 (20 tuổi) |         | Slavia Prague     |
| 9  | TĐ | Martin Fenin   | 16 tháng 4, 1987 (20 tuổi) |         | Teplice           |
| 10 | TV | Jakub Mareš    | 26 tháng 1, 1987 (20 tuổi) |         | Ústí nad Labem    |
| 11 | TV | Tomáš Okleštěk | 21 tháng 2, 1987 (20 tuổi) |         | Brno              |
| 12 | TĐ | Petr Janda     | 5 tháng 1, 1987 (20 tuổi)  |         | Slavia Prague     |
| 13 | TV | Tomáš Mičola   | 26 tháng 9, 1988 (18 tuổi) |         | Baník Ostrava     |
| 14 | TV | Marcel Gecov   | 1 tháng 1, 1988 (19 tuổi)  |         | Kladno            |
| 15 | TV | Marek Střeštík | 1 tháng 2, 1987 (20 tuổi)  |         | Brno              |
| 16 | TM | Luděk Frydrych | 3 tháng 1, 1987 (20 tuổi)  |         | Hradec Králové    |
| 17 | HV | Marek Suchý    | 29 tháng 3, 1988 (19 tuổi) |         | Slavia Prague     |
| 18 | TĐ | Tomáš Pekhart  | 26 tháng 5, 1989 (18 tuổi) |         | Tottenham Hotspur |
| 19 | TV | Luboš Kalouda  | 20 tháng 5, 1987 (20 tuổi) |         | Brno              |
| 20 | TĐ | Tomáš Cihlář   | 24 tháng 6, 1987 (20 tuổi) |         | Vysočina Jihlava  |
| 21 | TM | Tomáš Fryšták  | 28 tháng 8, 1987 (19 tuổi) |         | Slovácko          |

### Panama
Huấn luyện viên:  Julio Dely Valdés
| Số | Vt | Cầu thủ             | Ngày sinh (tuổi)            | Số trận | Câu lạc bộ          |
| -- | -- | ------------------- | --------------------------- | ------- | ------------------- |
| 1  | TM | Luis Mejía          | 16 tháng 3, 1991 (16 tuổi)  |         | Tauro               |
| 2  | HV | Eric Vázquez        | 8 tháng 1, 1988 (19 tuổi)   |         | Municipal Chorrillo |
| 3  | TV | Luis Ovalle         | 7 tháng 9, 1988 (18 tuổi)   |         | Sporting '89        |
| 4  | TV | Josue Brown         | 11 tháng 10, 1987 (19 tuổi) |         | Atlético Veragüense |
| 5  | HV | Marvin Mitchell     | 23 tháng 1, 1987 (20 tuổi)  |         | Árabe Unido         |
| 6  | TV | Francisco Castañeda | 23 tháng 11, 1988 (18 tuổi) |         | Tauro               |
| 7  | TV | Javier González     | 20 tháng 6, 1988 (19 tuổi)  |         | Alianza             |
| 8  | TV | Luis Jaramillo      | 25 tháng 4, 1988 (19 tuổi)  |         | Chepo               |
| 9  | TĐ | Gabriel Torres      | 31 tháng 10, 1988 (18 tuổi) |         | Chepo               |
| 10 | TV | Nelson Barahona     | 22 tháng 11, 1987 (19 tuổi) |         | Árabe Unido         |
| 11 | TĐ | Armando Cooper      | 26 tháng 11, 1987 (19 tuổi) |         | Árabe Unido         |
| 12 | TM | Guillermo Murillo   | 4 tháng 11, 1987 (19 tuổi)  |         | Chepo               |
| 13 | TV | Pablo González      | 21 tháng 3, 1989 (18 tuổi)  |         | Sporting '89        |
| 14 | HV | Christian Vergara   | 10 tháng 12, 1988 (18 tuổi) |         | Municipal Chorrillo |
| 15 | TĐ | Javier de la Rosa   | 12 tháng 1, 1990 (17 tuổi)  |         | Chepo               |
| 16 | HV | Eduardo Dasent      | 12 tháng 10, 1988 (18 tuổi) |         | Tauro               |
| 17 | HV | Antonio Leslie      | 23 tháng 4, 1987 (20 tuổi)  |         | Árabe Unido         |
| 18 | TV | Alberto Quintero    | 18 tháng 12, 1987 (19 tuổi) |         | Municipal Chorrillo |
| 19 | TV | Celso Polo          | 19 tháng 3, 1987 (20 tuổi)  |         | Chepo               |
| 20 | HV | Carlos Rodríguez    | 12 tháng 4, 1990 (17 tuổi)  |         | Chepo               |
| 21 | TM | Alexander Andreve   | 26 tháng 4, 1987 (20 tuổi)  |         | Municipal Chorrillo |

### CHDCND Triều Tiên
Huấn luyện viên:  Jo Tong-sop
| Số | Vt | Cầu thủ        | Ngày sinh (tuổi)            | Số trận | Câu lạc bộ             |
| -- | -- | -------------- | --------------------------- | ------- | ---------------------- |
| 1  | TM | Ju Kwang-min   | 20 tháng 5, 1990 (17 tuổi)  |         | Kigwancha              |
| 2  | HV | Ri Yong-chol   | 24 tháng 2, 1991 (16 tuổi)  |         | 25 April               |
| 3  | HV | Ri Jun-il      | 24 tháng 8, 1987 (19 tuổi)  |         | Sobaeksu               |
| 4  | TV | Mun Kyong-nam  | 8 tháng 4, 1989 (18 tuổi)   |         | Amrokgang              |
| 5  | HV | Pak Nam-chol   | 3 tháng 10, 1988 (18 tuổi)  |         | Amrokgang              |
| 6  | HV | Yun Myong-song | 21 tháng 4, 1988 (19 tuổi)  |         | Rimyongsu              |
| 7  | TĐ | Kim Kum-il     | 10 tháng 10, 1987 (19 tuổi) |         | 25 April               |
| 8  | TV | Ri Chol-myong  | 18 tháng 2, 1988 (19 tuổi)  |         | Pyongyang City         |
| 9  | TV | Pak Song-chol  | 24 tháng 9, 1987 (19 tuổi)  |         | Rimyongsu              |
| 10 | TĐ | Kim Chang-hyok | 3 tháng 9, 1987 (19 tuổi)   |         | Pyongyang City         |
| 11 | TĐ | Ri Hung-ryong  | 22 tháng 9, 1988 (18 tuổi)  |         | Kim Il-Sung University |
| 12 | TV | Kim Kuk-jin    | 5 tháng 1, 1989 (18 tuổi)   |         | Pyongyang City         |
| 13 | TV | Ryom Nam-il    | 2 tháng 1, 1987 (20 tuổi)   |         | 25 April               |
| 14 | HV | Jon Kwang-ik   | 5 tháng 4, 1988 (19 tuổi)   |         | Amrokgang              |
| 15 | HV | Yun Yong-il    | 31 tháng 7, 1988 (18 tuổi)  |         | Wolmido                |
| 16 | HV | Ri Kwang-hyok  | 17 tháng 8, 1987 (19 tuổi)  |         | Kyonggongop            |
| 17 | TĐ | Pak Chol-min   | 10 tháng 12, 1988 (18 tuổi) |         | Rimyongsu              |
| 18 | TM | Ri Phyong-chol | 17 tháng 8, 1990 (16 tuổi)  |         | Kim Il-Sung University |
| 19 | TV | Kim Kyong-il   | 11 tháng 12, 1988 (18 tuổi) |         | Rimyongsu              |
| 20 | TĐ | Jong Chol-min  | 29 tháng 10, 1988 (18 tuổi) |         | Rimyongsu              |
| 21 | TM | Ri Kwang-il    | 13 tháng 4, 1988 (19 tuổi)  |         | Sobaeksu               |

## Bảng F

### Costa Rica
Huấn luyện viên:  Geovanni Alfaro
| Số | Vt | Cầu thủ               | Ngày sinh (tuổi)            | Số trận | Câu lạc bộ    |
| -- | -- | --------------------- | --------------------------- | ------- | ------------- |
| 1  | TM | Alfonso Quesada       | 15 tháng 3, 1988 (19 tuổi)  |         | Cádiz         |
| 2  | HV | Brayan Jiménez        | 15 tháng 3, 1988 (19 tuổi)  |         | Saprissa      |
| 3  | HV | Rudy Dawson           | 8 tháng 5, 1988 (19 tuổi)   |         | Alajuelense   |
| 4  | TV | Giancarlo González    | 8 tháng 2, 1988 (19 tuổi)   |         | Alajuelense   |
| 5  | TV | Esteban Rodríguez     | 1 tháng 1, 1988 (19 tuổi)   |         | Alajuelense   |
| 6  | TV | José Miguel Cubero    | 14 tháng 2, 1987 (20 tuổi)  |         | Herediano     |
| 7  | HV | Pablo Herrera         | 14 tháng 2, 1987 (20 tuổi)  |         | Alajuelense   |
| 8  | TĐ | Celso Borges          | 27 tháng 5, 1988 (19 tuổi)  |         | Saprissa      |
| 9  | TĐ | César Elizondo        | 10 tháng 2, 1988 (19 tuổi)  |         | Saprissa      |
| 10 | TV | Luis Pérez            | 17 tháng 3, 1987 (20 tuổi)  |         | Pérez Zeledón |
| 11 | TĐ | Jean Carlos Solórzano | 8 tháng 1, 1988 (19 tuổi)   |         | Alajuelense   |
| 12 | TĐ | Jonathan McDonald     | 28 tháng 10, 1987 (19 tuổi) |         | Herediano     |
| 13 | TV | Marlon Camble         | 22 tháng 2, 1989 (18 tuổi)  |         | Herediano     |
| 14 | TĐ | Argenis Fernández     | 3 tháng 4, 1987 (20 tuổi)   |         | Santos        |
| 15 | TV | Orlando González      | 20 tháng 1, 1988 (19 tuổi)  |         | Carmelita     |
| 16 | HV | Leslie Ramos          | 25 tháng 1, 1988 (19 tuổi)  |         | Alajuelense   |
| 17 | HV | David Myrie           | 1 tháng 6, 1988 (19 tuổi)   |         | Cádiz         |
| 18 | TM | Esteban Alvarado      | 28 tháng 4, 1989 (18 tuổi)  |         | Saprissa      |
| 19 | TV | Ricardo García        | 18 tháng 2, 1988 (19 tuổi)  |         | Puntarenas    |
| 20 | TĐ | Kendall Waston        | 1 tháng 1, 1988 (19 tuổi)   |         | Saprissa      |
| 21 | TM | Alejandro Gómez       | 8 tháng 4, 1989 (18 tuổi)   |         | Alajuelense   |

### Nhật Bản
Huấn luyện viên:  Yasushi Yoshida
| Số | Vt | Cầu thủ            | Ngày sinh (tuổi)            | Số trận | Câu lạc bộ                |
| -- | -- | ------------------ | --------------------------- | ------- | ------------------------- |
| 1  | TM | Akihiro Hayashi    | 7 tháng 5, 1987 (20 tuổi)   |         | Ryutsu Keizai University  |
| 2  | HV | Atsuto Uchida      | 27 tháng 3, 1988 (19 tuổi)  |         | Kashima Antlers           |
| 3  | HV | Michihiro Yasuda   | 20 tháng 12, 1987 (19 tuổi) |         | Gamba Osaka               |
| 4  | HV | Yohei Fukumoto     | 12 tháng 4, 1987 (20 tuổi)  |         | Oita Trinita              |
| 5  | HV | Tomoaki Makino     | 11 tháng 5, 1987 (20 tuổi)  |         | Sanfrecce Hiroshima       |
| 6  | TV | Masato Morishige   | 21 tháng 5, 1987 (20 tuổi)  |         | Oita Trinita              |
| 7  | TV | Tsukasa Umesaki    | 23 tháng 2, 1987 (20 tuổi)  | 1       | Oita Trinita              |
| 8  | TV | Atomu Tanaka       | 4 tháng 10, 1987 (19 tuổi)  |         | Albirex Niigata           |
| 9  | TĐ | Kazuhisa Kawahara  | 29 tháng 1, 1987 (20 tuổi)  |         | Albirex Niigata           |
| 10 | TV | Yōsuke Kashiwagi   | 15 tháng 12, 1987 (19 tuổi) |         | Sanfrecce Hiroshima       |
| 11 | TĐ | Mike Havenaar      | 20 tháng 5, 1987 (20 tuổi)  |         | Yokohama F. Marinos       |
| 12 | TĐ | Yasuhito Morishima | 18 tháng 9, 1987 (19 tuổi)  |         | Cerezo Osaka              |
| 13 | HV | Masaki Yanagawa    | 1 tháng 5, 1987 (20 tuổi)   |         | Vissel Kobe               |
| 14 | TĐ | Kota Aoki          | 27 tháng 4, 1987 (20 tuổi)  |         | JEF United Ichihara Chiba |
| 15 | TV | Jun Aoyama         | 3 tháng 1, 1988 (19 tuổi)   |         | Nagoya Grampus Eight      |
| 16 | TV | Seiya Fujita       | 2 tháng 6, 1987 (20 tuổi)   |         | Consadole Sapporo         |
| 17 | HV | Kosuke Ota         | 23 tháng 7, 1987 (19 tuổi)  |         | Yokohama FC               |
| 18 | TM | Yohei Takeda       | 30 tháng 6, 1987 (20 tuổi)  |         | Shimizu S-Pulse           |
| 19 | TV | Ryuichi Hirashige  | 15 tháng 6, 1988 (19 tuổi)  |         | Sanfrecce Hiroshima       |
| 20 | TĐ | Shinji Kagawa      | 17 tháng 3, 1989 (18 tuổi)  |         | Cerezo Osaka              |
| 21 | TM | Kazushige Kirihata | 30 tháng 6, 1987 (20 tuổi)  |         | Kashiwa Reysol            |

### Nigeria
Huấn luyện viên:  Ladan Bosso
| Số | Vt | Cầu thủ              | Ngày sinh (tuổi)            | Số trận | Câu lạc bộ      |
| -- | -- | -------------------- | --------------------------- | ------- | --------------- |
| 1  | TM | Olufemi Thomas       | 5 tháng 8, 1989 (17 tuổi)   |         | Nasarawa United |
| 2  | HV | Suraj Sodiq          | 8 tháng 1, 1988 (19 tuổi)   |         | Prime           |
| 3  | HV | Elderson Echiéjilé   | 20 tháng 1, 1988 (19 tuổi)  |         | Insurance       |
| 4  | HV | Oladapo Olufemi      | 5 tháng 11, 1988 (18 tuổi)  |         | Anderlecht      |
| 5  | HV | Adeniyi Ayodeji      | 12 tháng 9, 1988 (18 tuổi)  |         | Gateway         |
| 6  | HV | Efe Ambrose          | 18 tháng 10, 1988 (18 tuổi) |         | Kaduna United   |
| 7  | TĐ | Bello Musa Kofarmata | 12 tháng 5, 1988 (19 tuổi)  |         | Kano Pillars    |
| 8  | TĐ | Ezekiel Bala         | 8 tháng 4, 1987 (20 tuổi)   |         | Lyn             |
| 9  | TV | Nduka Ozokwo         | 25 tháng 12, 1988 (18 tuổi) |         | Enugu Rangers   |
| 10 | TV | Solomon Owello       | 25 tháng 12, 1988 (18 tuổi) |         | Niger Tornadoes |
| 11 | TĐ | Akeem Agbetu         | 10 tháng 3, 1988 (19 tuổi)  |         | Kolding         |
| 12 | TM | Moses Ocheje         | 21 tháng 5, 1988 (19 tuổi)  |         | Lobi Stars      |
| 13 | TV | Blessing Okardi      | 5 tháng 11, 1988 (18 tuổi)  |         | Ocean Boys      |
| 14 | TV | Chukwuma Akabueze    | 6 tháng 5, 1989 (18 tuổi)   |         | Kwara United    |
| 15 | TĐ | Brown Ideye          | 10 tháng 10, 1988 (18 tuổi) |         | Ocean Boys      |
| 16 | HV | Robert Egbeta        | 23 tháng 6, 1989 (18 tuổi)  |         | Sunshine Stars  |
| 17 | HV | Akeem Latifu         | 16 tháng 11, 1989 (17 tuổi) |         | Bussdor United  |
| 18 | HV | Nazifi Inuwa         | 4 tháng 6, 1989 (18 tuổi)   |         | Kano Pillars    |
| 19 | HV | Kingsley Salami      | 27 tháng 2, 1987 (20 tuổi)  |         | Cardiff City    |
| 20 | TV | Mozes Adams          | 21 tháng 7, 1988 (18 tuổi)  |         | Westerlo        |
| 21 | TM | Ikechukwu Ezenwa     | 16 tháng 10, 1988 (18 tuổi) |         | Ocean Boys      |

### Scotland
Huấn luyện viên:  Archie Gemmill
| Số | Vt | Cầu thủ            | Ngày sinh (tuổi)           | Số trận | Câu lạc bộ    |
| -- | -- | ------------------ | -------------------------- | ------- | ------------- |
| 1  | TM | Andrew McNeil      | 19 tháng 1, 1987 (20 tuổi) |         | Hibernian     |
| 2  | HV | Andrew Cave-Brown  | 5 tháng 8, 1988 (18 tuổi)  |         | Norwich City  |
| 3  | HV | Lee Wallace        | 21 tháng 8, 1987 (19 tuổi) |         | Hearts        |
| 4  | TV | Jamie Adams        | 26 tháng 8, 1987 (19 tuổi) |         | Kilmarnock    |
| 5  | HV | Scott Cuthbert     | 15 tháng 6, 1987 (20 tuổi) |         | Celtic        |
| 6  | HV | Mark Reynolds      | 7 tháng 5, 1987 (20 tuổi)  |         | Motherwell    |
| 7  | TV | Michael McGlinchey | 7 tháng 1, 1987 (20 tuổi)  |         | Celtic        |
| 8  | TĐ | Calum Elliot       | 30 tháng 3, 1987 (20 tuổi) |         | Hearts        |
| 9  | TĐ | Steven Fletcher    | 26 tháng 3, 1987 (20 tuổi) |         | Hibernian     |
| 10 | TĐ | Graham Dorrans     | 5 tháng 5, 1987 (20 tuổi)  |         | Livingston    |
| 11 | TV | Ryan Conroy        | 28 tháng 4, 1987 (20 tuổi) |         | Celtic        |
| 12 | TM | Scott Fox          | 2 tháng 4, 1987 (20 tuổi)  |         | Celtic        |
| 13 | HV | Ryan O'Leary       | 24 tháng 8, 1987 (19 tuổi) |         | Kilmarnock    |
| 14 | HV | Andrew Considine   | 1 tháng 4, 1987 (20 tuổi)  |         | Aberdeen      |
| 15 | HV | Garry Kenneth      | 21 tháng 6, 1987 (20 tuổi) |         | Dundee United |
| 16 | TĐ | Ross Campbell      | 3 tháng 7, 1987 (19 tuổi)  |         | Hibernian     |
| 17 | TV | Sean Lynch         | 31 tháng 1, 1987 (20 tuổi) |         | Hibernian     |
| 18 | TĐ | Robert Snodgrass   | 7 tháng 9, 1987 (19 tuổi)  |         | Livingston    |
| 19 | HV | Alan Lowing        | 7 tháng 1, 1988 (19 tuổi)  |         | Rangers       |
| 20 | TV | Brian Gilmour      | 8 tháng 5, 1987 (20 tuổi)  |         | Clyde         |
| 21 | TM | Greg Kelly         | 28 tháng 4, 1987 (20 tuổi) |         | Aberdeen      |